# Borichinda
Borichinda este un gen din familia Culicidae, subfamilia Culicinae, tribul Aedini. Include o singură specie, Borichinda cavernicola.

## Caracteristici
Următoarele diferențe anatomice marcante îl diferențiază pe Borichinda de Ayurakitia și Isoaedes. ADULȚI - Ochi compuși îngust separați; scutum cu model de scalare întunecată și palidă; scuteliu cu solzi largi pe lobul mijlociu; prezente scalele postspiraculare și subspiraculare; ședințe remigiale absente; numai un foreungues al bărbaților dinți (distincție de Isoaedes); vârful de agrafă a organelor genitale masculine s-a extins cu numeroase sâmburi. LARVAE - Seta 4-C scurt, cu 7-11 ramuri; saten ramificat 14-C (distincție de Isoaedes); 5-P dublu; 5-T de mare, stelat, multi-ramificat; seta 1-I-VII mare, stelat, mult anterolateral cu seta 1; seta 9-II-VI mult anterioară lui seta 7. PUPAE- Seta 6-III single; seta 6-VII anterior față de seta 9; seta 9-IV-VI anterioară lui seta 8; apex de padel ușor concave.

## Bionomica și relațiile de boli
Cavernicola Borichinda este o specie care locuiește în peșteri, care a fost găsită și crescută doar din larve care locuiesc într-o singură piscină cu piatră de stânga din Peștera Borichinda din provincia Chiangmai din nordul Thailandei. Peștera adăpostește o populație de lilieci pentru care probabil este sursa principală de hrană a femelelor adulte.  Nimic altceva nu se cunoaște despre biologia acestei specii.
Cavernicola Borichinda este cunoscută doar dintr-o peșteră din nordul Thailandei.